# Santo André (galeão)
O Santo André foi um galeão de 550 toneladas e de 26 peças.
Fora apresado aos franceses e achava-se no Tejo à data da Restauração de 1640.
Tomou parte na empresa de Cádis. Foi nvio-chefe da esquadra que em 1644 largou de Lisboa com a embaixada do Japão. No regresso arribou à Galiza e foi tomado
pelos espanhóis em 1650 .